# 上田隆一
上田 隆一（うえだ りゅういち、1978年〈昭和53年〉2月16日 - ）は日本のロボット研究者。東京大学博士（工学）。日本における確率ロボティクスの代表的人物の一人。「シェル芸」の提唱者。千葉工業大学先進工学部未来ロボティクス学科 教授。学生時代からロボカップ四足歩行ロボットリーグの「TEAM ARAIBO」で活躍し、後にロボカップ@ホームにも出場。東京大学大学院工学系研究科 助教、ユニバーサル・シェル・プログラミング研究所 技術研究員、産業技術大学院大学 助教、千葉工業大学未来ロボティクス学科 准教授、USP友の会 会長を歴任。ロボカップ日本委員会 正会員、ジャパンオープン実行委員会サッカー標準プラットフォームリーグ委員。2020年度日本機械学会教育賞受賞者。

## 来歴・人物

### 生い立ち
富山県小矢部市出身。少年時代は筒井康隆や安部公房などの文学に親しむ。高校では囲碁を始めて初段、富山県男子県代表も経験した。富山県立高岡高等学校を卒業し、東京大学に進学。教養課程では麻雀に打ち込み、進振りでは工学部精密機械工学科に配属される。

### 東京大学、TEAM ARAIBO
2000年、学部4年次の卒業研究で新井・湯浅・太田研究室に配属。2001年3月に学部を卒業し、東京大学大学院工学系研究科精密機械工学専攻へ進学。一貫して横井・湯浅・太田研究室に所属。2003年3月に修士課程修了後は博士課程へ進学するが、2004年4月から新井・横井・太田研究室の助手に着任。2007年3月に論文博士で学位を取得。なお、同年より助教で、2007年時点で既婚、1児の父。2008年には2月から3月にかけて育児休業を取得していた。

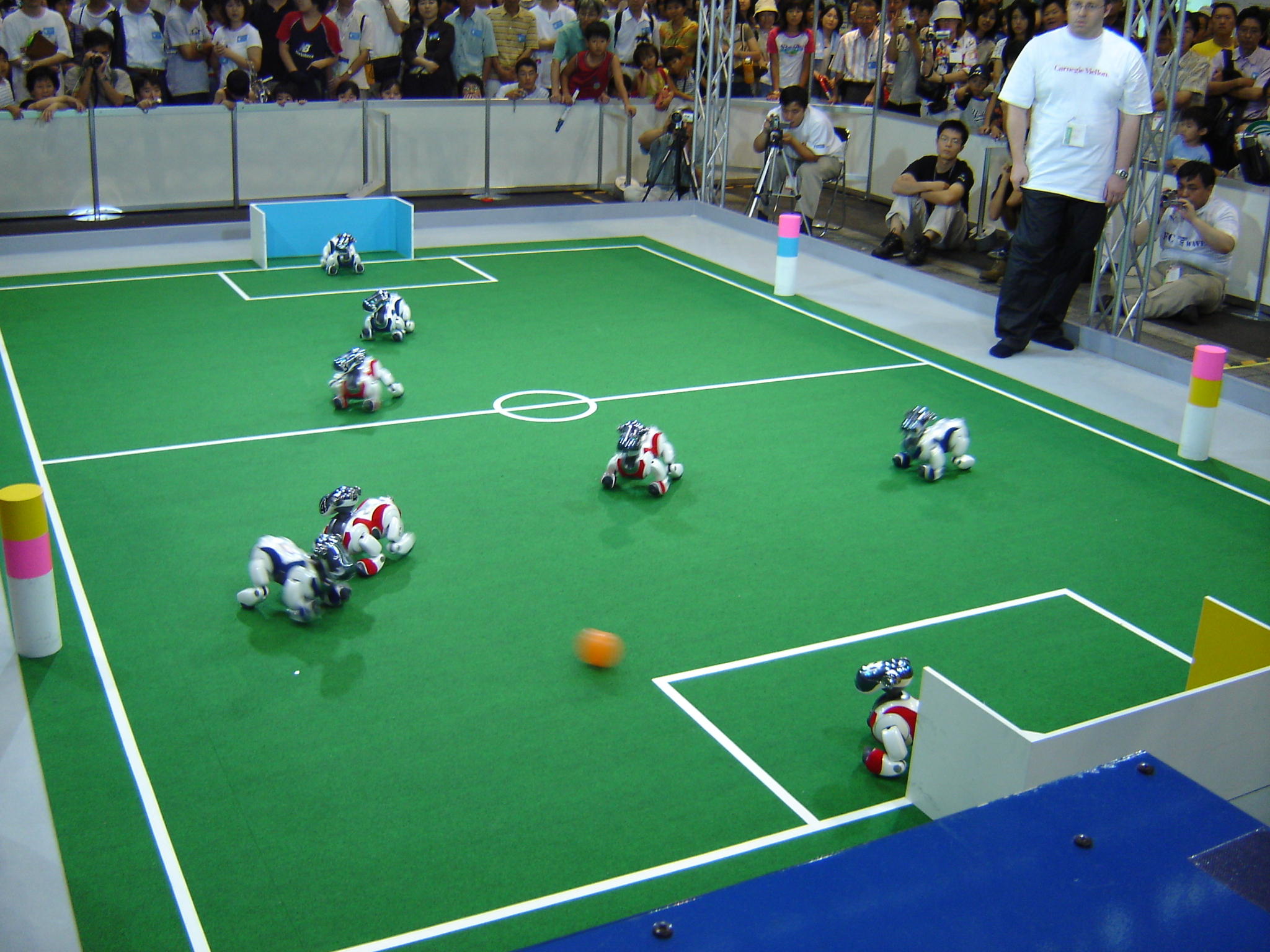
ロボカップ2005世界大会（大阪開催）における四足ロボットリーグの様子（出場チームは不明）。

この間、ソニーのAIBOを用いるロボカップ四足ロボットリーグに出場する「TEAM ARAIBO」に参加。以後2007年の四足ロボットリーグ終了まで続け、AIBOを題材に自律移動ロボットの自己位置推定や行動決定を研究。物体や自己の位置推定にパーティクルフィルタを導入し、部分観測マルコフ決定過程による行動決定も試みたという。上田は状態行動地図の作成に動的計画法を導入し、ベクトル量子化を用いて状態行動地図を大幅に圧縮した。

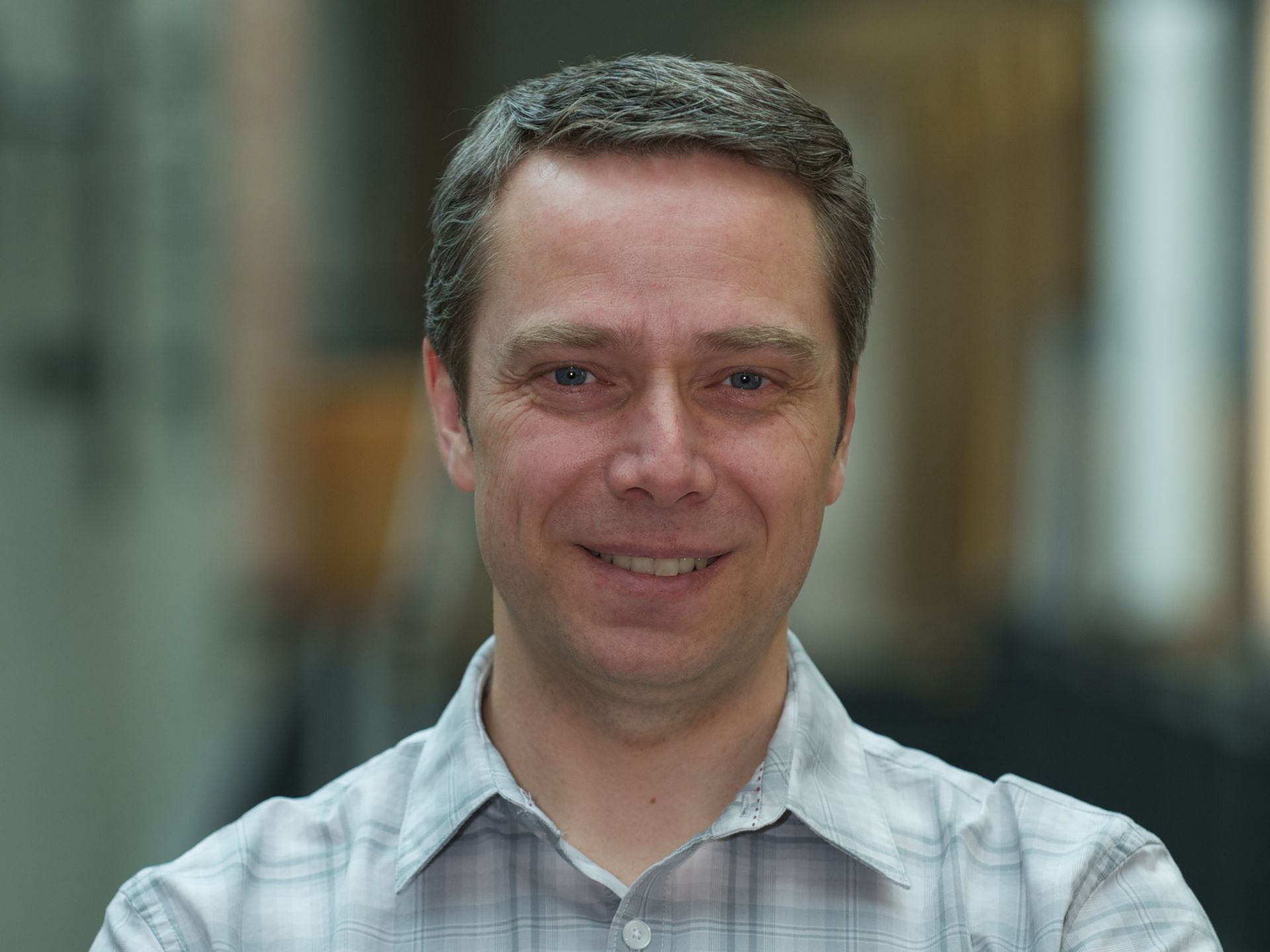
ディーター・フォックス。パーティクルフィルタ（Sequential Monte Carlo Method）を自己位置推定に応用したMonte Carlo localizationを提案。ロボカップにも出場していた。

なお学部4年次は湯浅秀男の指導を受け、論文を半年間で詳しく読み込む勉強会にも参加して難しい数学に対する耐性を付けた。この頃、小林祐一の助言でMonte Carlo localizationを実装し、提案者のディーター・フォックスに感銘を受ける。2003年にはフォックスを訪問し、後に2005年にフォックスがセバスチャン・スランらと著した『Probabilistic robotics』を翻訳。訳本が2007年に出版されている。

### 転職、シェル・プログラミングの世界へ
2009年には有限会社ユニバーサル・シェル・プログラミング研究所（USP研究所）に技術研究員として転職。ユニケージ開発手法によるシステム開発やその普及活動に従事し、NEDOの支援を受けた「パイプライン計算機とユニケージによる高速情報処理技術の実用化」のプロジェクトなどにも携わった。
この間、2009年5月に「USP友の会」が発足し、上田は会長に就任。会長就任は受け身だったというが、上田は「会社の技術の一部やLinuxのコマンドの機能をどうやって面白く伝えるか」を意図してこの会で「シェル芸人養成勉強会」を企画・開催。「シェル芸」を提唱するようになる。また、『Software Design』といった商業誌でも解説記事を執筆するようになる（節「商業誌」参照）。

### 産業技術大学院大学、再び研究者へ
2013年8月、産業技術大学院大学産業技術研究科情報アーキテクチャ専攻の助教に就任。データベース利用におけるシェルスクリプトの利用法などを研究するとともに、ロボット研究も再開。ロボットの行動決定にパーティクルフィルタを適用し、「Probabilistic flow control method（PMC法）」を提案した。2014年には中川友紀子とロボカップ@ホームの普及活動に取り組んでいる。
一方USP友の会では引き続き会長を務め、様々な活動に取り組んだ。USP研究所では2013年11月からアドバイザリー・フェローを務めている。なおこの時期に次女が誕生しており、夜に講義があり研究室を運営していない上田は長女の送り迎えや家事を手伝ったが、費用を出してシルバー人材センターにも委託していたという。

### 千葉工業大学准教授時代
2015年9月、千葉工業大学工学部未来ロボティクス学科准教授に就任（2016年より先進工学部未来ロボティクス学科）。「CIT Brains @Home」としてロボカップ@ホームに出場。自律ロボットの空間認識や行動決定の同時学習について研究を推進し、強化学習なども取り入れ「Particle Filter on Episode」を提案する。2020年度からは林原靖男とともに科研費で「自律ロボットが情報の不確かさを克服して危険を回避しタスク達成するための行動決定法」の研究に取り組む。
また、中川友紀子の株式会社アールティが販売するRaspberry Piを用いたマイクロマウス教材について、解説を執筆。ROS（Robot Operating System）環境での開発も交えて、書籍化された（「主な著作」節も参照）。また、自著『詳解 確率ロボティクス ― Pythonによる基礎アルゴリズムの実装 ―』を執筆し、2019年に講談社から出版された。Python3.7で書かれた同書のプログラムはGitHubで公開され、Jupyter Notebook上で実行できる。また、2020年のコロナ禍では同書に関連した講義をYouTubeで公開している。
『詳解 確率ロボティクス』の執筆と『確率ロボティクス』の翻訳、「ウェブ上への教材の公開」が評価され、2021年3月に日本機械学会教育賞を受賞した。また、2024年2月時点で『Software Design』において「魅惑の自作シェルの世界」を連載。一方で同年3月には『ロボットの確率・統計 ― 製作・競技・知能研究で役立つ考え方と計算法 ―』をコロナ社から出版している。

### 千葉工業大学教授時代
2024年4月現在、千葉工業大学先進工学部未来ロボティクス学科教授（同大学院先進理工学研究科未来ロボティクス専攻にも所属）。

## 千葉工業大学上田研究室
千葉工業大学先進工学部未来ロボティクス学科では上田隆一研究室として「自律ロボット研究室」を主宰。
中川友紀子のアールティとはディープラーニング（深層学習）を用いた唐揚げの認識やマニピュレーションの研究にも取り組んだ。さらに東芝とはRGB-Dハンドアイカメラシステムの開発に、ヤンマーとは果菜作物収穫システムの開発に取り組んでいる。
2020年9月にオンライン開催された学生向けのAWS Robot Delivery Challengeに上田研究室の3年生4名が出場し、第1回大会で優勝を飾った。優勝メンバーの池邉龍宏と高橋秀太は林原研究室の2名とともに翌2021年5月の大会にも出場し、準優勝の成績を収めている。
自動車技術会が主催した「第5回自動運転AIチャレンジ2022（シミュレーション）」には、藤崎賢蔵、吉越真、池邉龍宏が「千葉工業大学 上田研 自律移動チーム」として出場。2023年3月6日の表彰式ではチャレンジコースで最優秀賞となり、日本自動車工業会会長賞も受賞した。

## 主な受賞歴
（学術賞）
- 2004年 - 第19回日本ロボット学会研究奨励賞[31][74]
- 計測自動制御学会システム・情報部門 部門奨励賞[31]
- 2021年 - 2020年度（令和2年度）日本機械学会教育賞[13][注 9]
- 2024年 - 日本ロボット学会第38回学会誌論文賞[74][注 10]

（ロボカップ四足ロボットリーグ） -「TEAM ARAIBO」の一員として
- ロボカップジャパンオープン2000 - 日本ロボット学会賞[14]
- ロボカップ2003（パドヴァ大会） - テクニカルチャレンジ第3位[14]
- ロボカップ2004（リスボン大会） - テクニカルチャレンジ第2位[14][15]
- ロボカップ2005（大阪大会） - テクニカルチャレンジ第3位[14][76]

## 社会的活動
（学術団体）
- 2014年以降確認 - 日本ロボット学会[1]、情報処理学会[24]、IEEE[1]
- 2009年以前確認 - 精密工学会[18]、人工知能学会[19]、計測自動制御学会[31]

（その他の団体）
- 特定非営利活動法人ロボカップ日本委員会 - 会員[18][26][77]
- ロボカップジャパンオープン実行委員会[21] - 2007年は四足ロボットリーグ委員[78]、それ以降はサッカー標準プラットフォームリーグ委員[78]。
- USP友の会 - 会長[24]

## 著書

### 単著
- 『シェルプログラミング実用テクニック』 USP研究所 監修、技術評論社〈Software Design plusシリーズ〉、2015年、ISBN 978-477-41-7344-3。
- 『Raspberry Piで学ぶROSロボット入門』 日経BP社、2017年、ISBN 978-482-22-3929-9。[注 11]
  - 英語版 - Learning ROS robot programming with Raspberry Pi. Nikkei BP. (2018). ISBN 978-482-22-5681-4。
  - 中国語版 - 『實戰ROS機器人自作|使用Raspberry Pi』 碁峰資訊、2018年、ISBN 978-986-47-6847-9。
- 『詳解 確率ロボティクス ― Pythonによる基礎アルゴリズムの実装 ―』講談社〈KS理工学専門書〉、2019年、ISBN 978-406-51-7006-9。
- 『ロボットの確率・統計 ― 製作・競技・知能研究で役立つ考え方と計算法 ―』コロナ社、2024年、ISBN 978-4-339-04687-8。

### 共著
- 『フルスクラッチから1日でCMSを作る シェルスクリプト高速開発手法入門』 後藤大地との共著、USP研究所 監修、KADOKAWA、2014年、ISBN 978-404-86-6068-6。[注 12]
  - 『フルスクラッチから1日でCMSを作る シェルスクリプト高速開発手法入門 改訂2版』2019年、ISBN 978-404-89-3069-7。
- 『1日1問、半年以内に習得 ― シェル・ワンライナー160本ノック ―』技術評論社〈Software Design plusシリーズ〉、ISBN 978-4-297-12267-6。- 山田泰宏、田代勝也、中村壮一、今泉光之、上杉尚史との共著[81][注 13]。

### 翻訳
- 『確率ロボティクス』 上田隆一 訳、毎日コミュニケーションズ〈MYCOM ROBOT books〉、2007年、ISBN 9784839924010。（プレミアムブック版 ISBN 978-483-99-5298-3）[注 7]

## 主な著作

### 学位論文
- State-action map compression by using vector quantization for decision making of autonomous robots. 博士学位論文（乙第16754号）. 東京大学. (2007-03-16)[注 14][3]

### 学会誌
- 「確率ロボティクスの展望」『日本ロボット学会誌』第29巻第5号、2011年、 404-407頁。
- 「Shellshockの顛末書」『情報処理』第55巻第2号、2014年、 1320-1323頁。
- 「確率ロボティクスの歩みと将来展望」『システム／制御／情報』第60巻第12号、2016年、 503-508頁。
- 「移動ロボットのためのROSパッケージの紹介と実機への導入方法」『計測と制御』第57巻第10号、2018年、715-720頁。
- 「技術チャレンジの中で育った確率ロボティクス」『日本ロボット学会誌』第41巻第5号、2023年、443-450頁。
- 「育児休業に関する二つのケースと考察」『日本ロボット学会誌』第42巻第4号、352-355頁。

### 商業誌
（連載）
- 「連載 開眼シェルスクリプト」『Software Design』 技術評論社、2012年1月号 - 2013年12月号[83]
- 「連載 Haskellでやってはいかんのか?」『USP Magazine』2014年4月号 - 2015年7月号[84]
- 「連載 Raspberry Piで始めるかんたんロボット製作」『日経Linux』 日経BP社、2015年6月号 - 11月号[85]
- 「連載 Raspberry Piで作ろう お手軽ロボット教室」『日経Linux』 日経BP社、2016年1月号 - 9月号[86]
- 「連載 シェル芸人からの挑戦状」『Software Design』 技術評論社[87]
- 「連載 魅惑の自作シェルの世界」『Software Design』 技術評論社[57]

（掲載）
上記連載以外にも技術評論社の『Software Design』で不定期に記事を書いており、CQ出版の雑誌では
- 「マルチパラメータ演算！ 先進ロボティクス技術」『トラ技Jr』第44号、2021年1月発行、10-21頁。[89]
- 「マルチパラメータ演算！ 先進ロボティクス技術」『トランジスタ技術』2021年2月号、2021年1月発売、176-187頁、ISSN 00409413。

といった記事が掲載されている。

### その他
- “まっすぐ走らないロボットの話”. 教員連載コラム（不確かな未来との対話）. 東京都立産業技術大学院大学. 2023年7月9日(UTC)閲覧。
- “Macでターミナルとシェルを使うための基礎知識 - 環境の構築と基本的なファイル操作を知る”. エンジニアHub. (2019年2月19日) 2019年5月2日閲覧。